# Nicola Consoni

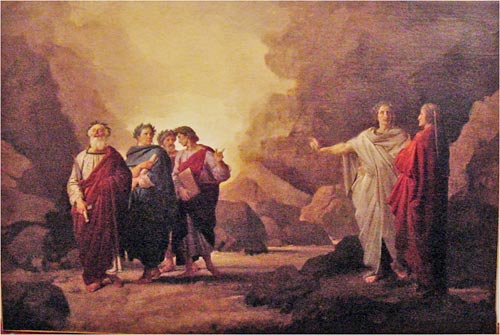
Dante nel Limbo (c. 1850). Le figure sulla sinistra sono Omero, Orazio, Ovidio e Lucano.

Nicola Consoni (Ceprano, 1814 – Roma, 21 dicembre 1884) è stato un pittore italiano.

## Biografia
A Perugia, si formò come allievo di Giovanni Sanguinetti all'Accademia, ma in seguito su trasferì a Roma, dove entrò nello studio di Tommaso Minardi e, più tardi, di Pio Joris. Nella sua attività pittorica eseguì principalmente soggetti sacri e storici.
A Roma, gli fu commissionato da Papa Pio IX di affrescare alcune logge del secondo piano del Palazzo Vaticano e della Biblioteca Vaticana. Gli affreschi ritraggono scene dal Nuovo Testamento. Il Consoni disegnò anche i mosaici, eseguiti deliberatamente in uno stile tipico dell'arte cristiana primitiva per la facciata della ricostruita Basilica di San Paolo fuori le mura. 
Dipinse alcuni affreschi della navata centrale. 
Completò alcuni restauri, tra cui affreschi di Raffaello nella chiesa di San Severo a Perugia. Collaborò anche nel restauro di mosaici absidale della Basilica di San Giovanni in Laterano.
Gli fu anche commissionato dalla Regina Vittoria di dipingere la pala d'altare, raffigurante La Resurrezione, e i pennacchi con gli Evangelisti nel suo mausoleo reale a Frogmore House nell'Home Park di Windsor. Il tutto fu realizzato in uno stile Neoclassicista con richiami a Raffaello.
Un'altra commessa che ebbe dall'estero arrivò dal Monsignor Josip Juraj Strossmayer, vescovo di Đakovo (1849-1905), per un Cristo e una Immacolata Concezione per la sua Cattedrale, oggi in Croazia.
Per molti anni visse a Palazzo Campanari nel Rione di Ripetta, a Roma.
Il Consoni fu onorato con Ordine della Corona d'Italia e Ordine di Santo Stefano. 
Divenne membro onorario di molte società artistiche, tra cui l'Accademia di San Luca di Roma, di cui fu anche Presidente.